# Marsdenia australis
Marsdenia australis, comúnmente conocida como banana de arbusto y pera sedosa es una planta nativa de Australia. Se le encuentra en el centro de  Australia y en todo Australia Occidental. Es una fuente de comida para los aborígenes australianos.
El fruto puede ser comido pequeño o maduro. Las flores cuelgan en racimos y se pueden comer también. 
Las bananas de arbusto son cocinadas en tierra calentada por fuego o comidos crudos cuando son inmaduros (el sabor ha sido comparado con los frijoles antes de madurar). La raíz de la planta también puede ser comida cruda o cocinada. Las raíces muy blancas se cocinan en tierra caliente cerca del fuego.
Todas las partes de la banana de arbusto se comen en el desierto todavía.